# Schiltigheim
Schiltigheim (prononcé en français : /ʃil.ti.ɡajm/ ; en alsacien : Schìllige ou Schelige) est une commune française située dans la  banlieue nord de Strasbourg, dans le département du Bas-Rhin.
Schiltigheim se trouve dans la région historique et culturelle d'Alsace et est administrativement intégrée  depuis le 1er janvier 2021, au territoire de la Collectivité européenne d'Alsace, en région Grand Est.
Ses habitants sont appelés les Schilikois (Schìlligemer ou Scheligemer en alsacien).

## Géographie

### Localisation
Située dans l'agglomération strasbourgeoise, Schiltigheim borde Strasbourg sur tout son côté nord.
Les autres communes limitrophes sont Bischheim, Hœnheim, Niederhausbergen, Mittelhausbergen et Oberhausbergen.
Schiltigheim est également la troisième commune du Bas-Rhin par son nombre d'habitants et la cinquième d'Alsace.
Les communes limitrophes sont Bischheim, Hœnheim, Mittelhausbergen, Niederhausbergen, Oberhausbergen, Souffelweyersheim et Strasbourg.
| Niederhausbergen | Bischheim    | Hœnheim, Bischheim |
| Mittelhausbergen | Schiltigheim | Strasbourg         |
| Oberhausbergen   | Strasbourg   | Strasbourg         |

Une petite exclave de Schiltigheim se situe, quant à elle, entre les communes de Hœnheim et de Souffelweyersheim.

### Géologie et relief
Aquifère rhénan.
Au nord de la Bruche, la terrasse de Schiltigheim.
Hydrogéologie et climatologie : Système d’information pour la gestion de l’Aquifère rhénan, par le BRGM :
Territoire communal : Occupation du sol (Corinne Land Cover); Cours d'eau (BD Carthage),
Géologie : Carte géologique; Coupes géologiques et techniques,
 Hydrogéologie : Masses d'eau souterraine; BD Lisa; Cartes piézométriques.
Les puits de Schiltigheim.

### Hydrographie

#### Réseau hydrographique
La commune est dans le bassin versant du Rhin au sein du bassin Rhin-Meuse. Elle est drainée par le canal de la Marne au Rhin, l'Ill et l'Aar,.
Le canal de la Marne au Rhin, d'une longueur totale de 314 km, et 178 écluses à l'origine, relie la Marne (à Vitry-le-François) au Rhin (à Strasbourg). Par le canal latéral de la Marne, il est connecté au réseau navigable de la Seine vers l'Île-de-France et la Normandie.
L'Ill, d'une longueur de 217 km, prend sa source dans la commune de Winkel et se jette  dans le Grand Canal d'Alsace à Offendorf, après avoir traversé 68 communes.

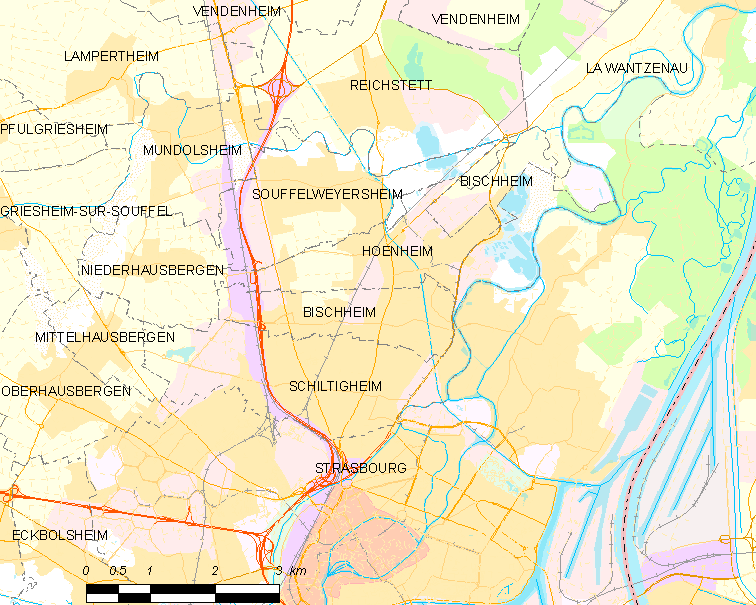
Cartes des communes au nord de Strasbourg.
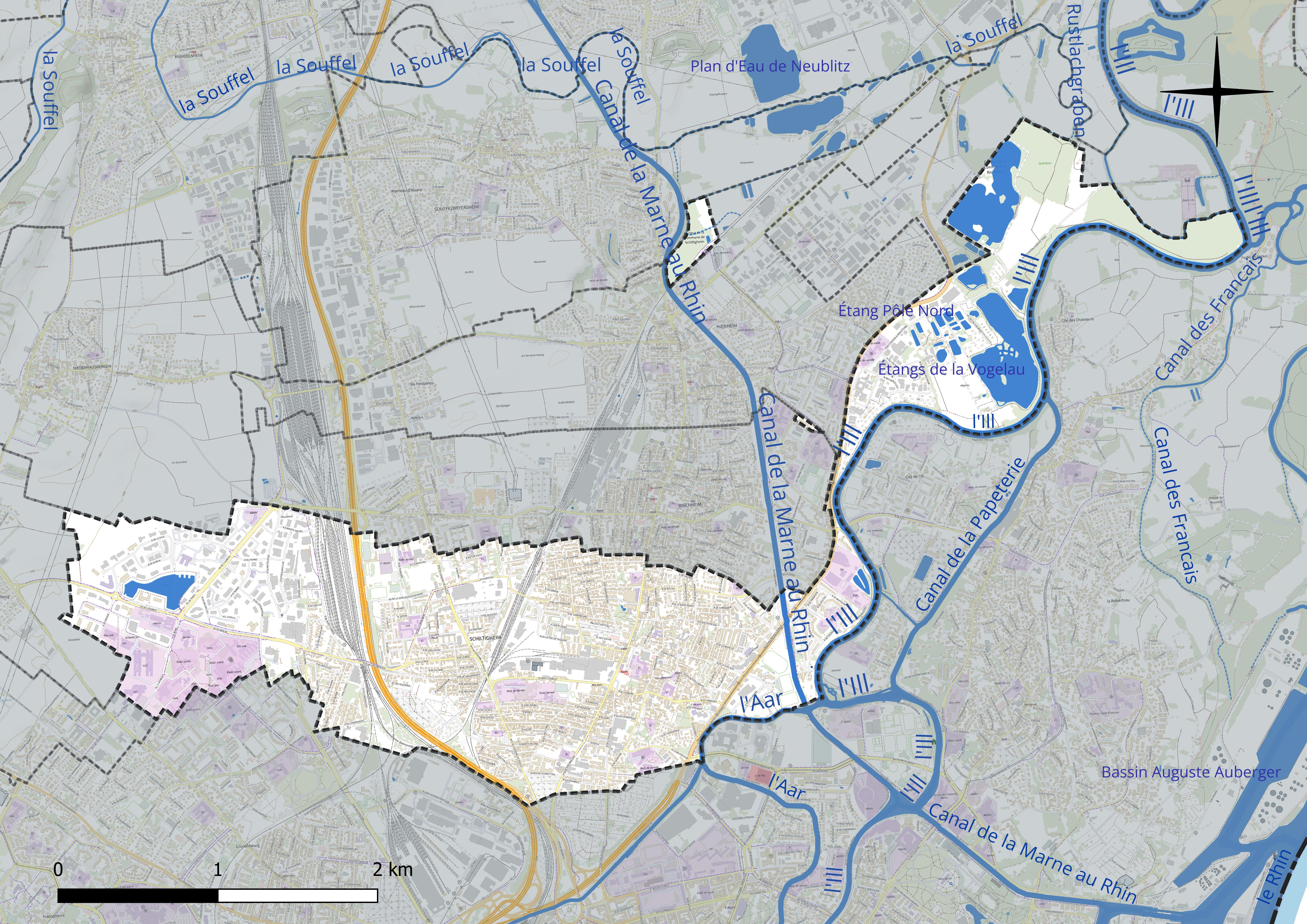
Réseau hydrographique de Schiltigheim.

Deux plans d'eau complètent le réseau hydrographique : les étangs de la Vogelau (16,4 ha) et l'étang Pôle Nord (0,3 ha),.

#### Gestion et qualité des eaux
Le territoire communal est couvert par le schéma d'aménagement et de gestion des eaux (SAGE) « Ill Nappe Rhin ». Ce document de planification concerne la nappe phréatique rhénane, les cours d'eau de la plaine d'Alsace et du piémont oriental du Sundgau, les canaux situés entre l'Ill et le Rhin et les zones humides de la plaine d'Alsace. Le périmètre s’étend sur 3 596 km2. Il a été approuvé le 17 janvier 2005. La structure porteuse de l'élaboration et de la mise en œuvre est la région Grand Est.
La qualité des cours d’eau peut être consultée sur un site dédié géré par les agences de l’eau et l’Agence française pour la biodiversité.

### Climat
Pour des articles plus généraux, voir Climat du Grand Est et Climat du Bas-Rhin.
En 2010, le climat de la commune est de type climat des marges montargnardes, selon une étude du Centre national de la recherche scientifique s'appuyant sur une série de données couvrant la période 1971-2000. En 2020, Météo-France publie une typologie des climats de la France métropolitaine dans laquelle la commune est exposée à un climat semi-continental et est dans la région climatique Alsace, caractérisée par une pluviométrie faible, particulièrement en automne et en hiver, un été chaud et bien ensoleillé, une humidité de l’air basse au printemps et en été, des vents faibles et des brouillards fréquents en automne (25 à 30 jours).
Pour la période 1971-2000, la température annuelle moyenne est de 10,7 °C, avec une amplitude thermique annuelle de 17,9 °C. Le cumul annuel moyen de précipitations est de 634 mm, avec 8,5 jours de précipitations en janvier et 10,1 jours en juillet. Pour la période 1991-2020, la température moyenne annuelle observée sur la station météorologique de Météo-France la plus proche, « Strasbourg-Entzheim », à Entzheim à 11 km à vol d'oiseau, est de 11,4 °C et le cumul annuel moyen de précipitations est de 635,7 mm. 
La température maximale relevée sur cette station est de 38,9 °C, atteinte le 25 juillet 2019 ; la température minimale est de −23,6 °C, atteinte le 23 janvier 1942,,.
Les paramètres climatiques de la commune ont été estimés pour le milieu du siècle (2041-2070) selon différents scénarios d'émission de gaz à effet de serre à partir des nouvelles projections climatiques de référence DRIAS-2020. Ils sont consultables sur un site dédié publié par Météo-France en novembre 2022.

## Urbanisme

### Typologie
Au 1er janvier 2024, Schiltigheim est catégorisée grand centre urbain, selon la nouvelle grille communale de densité à sept niveaux définie par l'Insee en 2022.
Elle appartient à l'unité urbaine de Strasbourg (partie française), une agglomération internationale regroupant 23  communes, dont elle est une commune de la banlieue,,. Par ailleurs la commune fait partie de l'aire d'attraction de Strasbourg (partie française), dont elle est une commune du pôle principal,. Cette aire, qui regroupe 268 communes, est catégorisée dans les aires de 700 000 habitants ou plus (hors Paris),.

### Occupation des sols
L'occupation des sols de la commune, telle qu'elle ressort de la base de données européenne d’occupation biophysique des sols Corine Land Cover (CLC), est marquée par l'importance des territoires artificialisés (77,7 % en 2018), en augmentation par rapport à 1990 (66,4 %). La répartition détaillée en 2018 est la suivante : zones urbanisées (47,5 %), zones industrielles ou commerciales et réseaux de communication (30 %), eaux continentales (8,7 %), zones agricoles hétérogènes (7,7 %), forêts (3,1 %), terres arables (2,8 %), espaces verts artificialisés, non agricoles (0,1 %). L'évolution de l’occupation des sols de la commune et de ses infrastructures peut être observée sur les différentes représentations cartographiques du territoire : la carte de Cassini (XVIIIe siècle), la carte d'état-major (1820-1866) et les cartes ou photos aériennes de l'IGN pour la période actuelle (1950 à aujourd'hui).

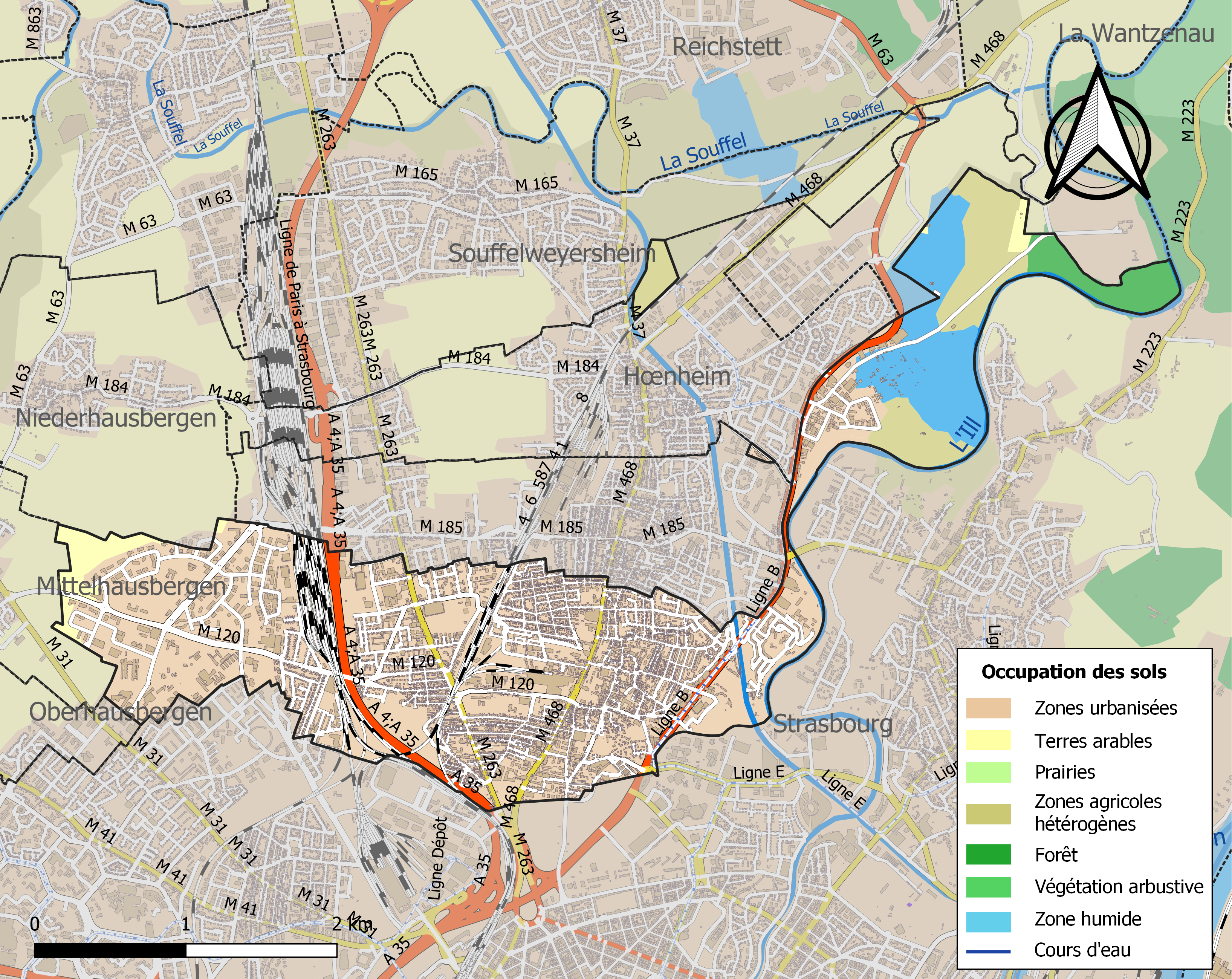
Carte des infrastructures et de l'occupation des sols de la commune en 2018 (CLC).

Approuvé pour la première fois le 16 décembre 2016, le plan local d'urbanisme de l’Eurométropole de Strasbourg propose une vision stratégique à long terme de l’agglomération et fixe le cadre réglementaire de l’urbanisme recouvrant les 33 communes du territoire, dont Schiltigheim.

### Logement
Plusieurs projets de construction d'habitations sont en cours, comme la nouvelle zone médiathèque au nord de Schiltigheim. Cet espace fera également l'objet de construction de nouveaux habitats. La nouvelle médiathèque Frida Kahlo de Schiltigheim est gérée par l'Eurométropole de Strasbourg, et a été inaugurée en janvier 2024.

### Voies de communication et transports

#### Transports en commun
Schiltigheim est desservie par plusieurs lignes de bus de la Compagnie des transports strasbourgeois : C3, C9, 29, 50, 60, 70 et par la ligne B du tramway de Strasbourg.
Un projet de tram reliant Schiltigheim à Strasbourg est actuellement en concertation, il devrait être inauguré d'ici 2027. Il est pour le moment préfiguré par la ligne G du BHNS de Strasbourg, desservant Schiltigheim via les arrêts Copenhague, Europe, Vienne, et Chambre des métiers, pour rejoindre la gare centrale de Strasbourg et la Cité Rotterdam.

#### Voies ferrées
La ville est traversée par les lignes de chemin de fer de Paris à Strasbourg et de Strasbourg à Lauterbourg. La gare de Bischheim se trouve en fait sur le territoire de Schiltigheim. La gare de Schiltigheim est, elle, ouverte uniquement au service du fret. Une partie du triage de Hausbergen se situe sur le territoire de la commune.
Les gares de La Wantzenau, Hœnheim et Bischheim, où s'applique la zone à faibles émissions mobilités (ZFE-m), ainsi que celles de toute la frange rhénane n'ont pas été concernées par la mise en place du Réseau express métropolitain européen en décembre 2022. À partir d'août 2023, seuls deux allers-retours supplémentaires seront proposés.

### Risques majeurs

#### Sismicité
Commune située dans une zone de sismicité modérée.

## Toponymie
Le nom de la localité est attesté sous les formes Skitingsbouhel en 845, Scildincheim  en 884, Schiltenkeim en 1275, ou encore sous la forme francisée de Chilthiqueim en 1750.
On y reconnaît clairement skild, « protection, fortification » avec -inc, « communauté » et heim, « lieu habité ». Le sens général  est donc :  « éminence/pente de ceux de la forteresse »; ou « habitat de ceux de la forteresse ».
Dans l'attestation de 845, bouhel, « éminence, colline » ; « fortification de ceux de la colline ».
Schilick est une appellation familière, dans l'agglomération strasbourgeoise, pour désigner Schiltigheim, que ce soit parmi les francophones ou parmi les germanophones.

## Histoire

### Origine

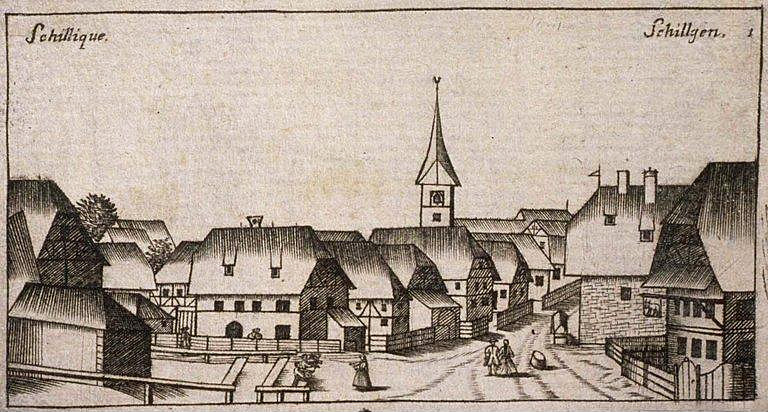
Vue de Schillique (1700).

L'origine de la ville remonte au IXe siècle, où elle s'est constituée autour du château de Sciltung et de la chapelle Bothebür. Ces deux lieux devaient être situés pour Skitingsdtböhel à l'endroit du parc du Château où s'érigeait le château de Sciltung et Bothebür, après un petit vallon (actuelles rue de la Mairie et rue du Barrage sur la butte de la rue Principale et rue des Pompiers, à l'emplacement de l'église protestante actuelle). Schiltigheim s'implante sur les dernières collines qui descendent vers le Rhin au nord de Strasbourg. Son développement est étroitement lié, à la fin du XIVe siècle, à l'arrivée des habitants d'Adelshoffen chassés de la banlieue de Strasbourg et qui trouvent refuge au bas du village.

### La population
La population de Schiltigheim augmente peu jusqu'au XVIIIe siècle, elle compte à peine 800 habitants en 1683. Profitant du développement industriel à partir de 1850, elle évolue rapidement et dépasse les 14 000 habitants en 1905. En 1999, elle en compte plus de 30 000.

### Les guerres
L'Alsace, terre de passage, fut de tout temps zone de conflits. Schiltigheim, proche de Strasbourg et du Rhin, connaît dès le Moyen Âge les destructions et les désastres. Lors du siège de Strasbourg en 1870, la ville, occupée par les Prussiens, est cruellement touchée par les bombardements. Un obus de cette époque se trouve d'ailleurs encore fiché dans le mur d'une maison. À la suite de la défaite, l'Alsace-Lorraine est rattachée à l'empire allemand jusqu'en 1918. Entre 1939 et 1945, la ville est à nouveau frappée par la guerre. La population est évacuée dans la Haute-Vienne de septembre 1939 à l'été 1940, puis, de retour en Alsace, elle subit l'annexion nazie jusqu'à sa libération en novembre 1944 par les troupes du général Leclerc.
Deux habitants ont par ailleurs été admis parmi les 4281 Justes parmi les nations de France, avec le concours de l'Institut International pour la Mémoire de la Shoah, pour avoir sauvé des personnes juives persécutées par le régime nazi et le gouvernement de Vichy : Hélène Schweitzer Rosenberg, née le 7 novembre 1910 à Schiltigheim et le gendarme Honoré Haessler, né le 4 septembre 1894 à Marckolsheim, qui prévenait systématiquement les familles juives de l’arrivée des Allemands et a symbolisé l'importance de l’attitude bienveillante des habitants envers les Juifs réfugiés dans la commune, d’où seule une famille fut déportée alors que les Juifs étaient plus de 65 à y résider.
À sa sortie de l'école de gendarmerie, il est affecté successivement à Rinogues (Ardennes), Champagney (Haute-Saône), Mayence (Rhénanie), puis de 1930 à 1939 à Schiltigheim.

## Politique et administration
Schiltigheim fait partie de l'Eurométropole de Strasbourg, ancienne communauté urbaine de Strasbourg, depuis sa création en 1967.

### Liste des maires
| Période       | Période                   | Identité                                         | Étiquette                      | Qualité |
| ------------- | ------------------------- | ------------------------------------------------ | ------------------------------ | --- |
| novembre 1944 | octobre 1947              | Adolphe Sorgus (1884-1947)                       | SFIO                           | Relieur Conseiller général de Schiltigheim (1945 → 1947) Chevalier de la Légion d'honneur (1938) |
| octobre 1947  | mars 1971                 | Georges Ritter                                   | RPF puis CNI puis UNR puis UDR | Industriel Député du Bas-Rhin (1956 → 1958) Député du Bas-Rhin (3e circ.) (1962 → 1973) Conseiller général de Schiltigheim (1947 → 1973) Vice-président du conseil général (1950 → 1973) Vice-président de la CUS (1968 → 1973)                                                           |
| mars 1971     | mars 1977                 | Paul Schwebel (1918-2003)                        | CDP puis CDS                   | Lieutenant-colonel de réserve de l'Armée de l'air 1er vice-président de la CUS (1971 → 1977) |
| mars 1977     | mars 2008                 | Alfred Muller                                    | PS puis MDA                    | Instituteur puis directeur d'école, maire honoraire Adjoint au maire (1971 → 1977) Député du Bas-Rhin (3e circ.) (1993 → 1997) Conseiller général de Schiltigheim (1979 → 1993 et 1998 → 2004) Vice-président du conseil général (1992 → 1993) 1er vice-président de la CUS (1989 → 2001) |
| mars 2008     | mars 2014                 | Raphaël Nisand                                   | PS                             | Avocat, fils de Léon Nisand (1923-2014) Conseiller général de Schiltigheim (2011 → 2015) Vice-président de la CUS (2008 → 2014) |
| mars 2014     | avril 2018                | Jean-Marie Kutner                                | UDI-NC                         | Pharmacien retraité Mandat écourté après la démission de plus d'un tiers des membres du conseil municipal |
| avril 2018    | En cours (au 31 mai 2020) | Danielle Dambach Réélue pour le mandat 2020-2026 | EELV → LÉ                      | Enseignante spécialisée 2e vice-présidente de l'Eurométropole de Strasbourg (2020 → ) Élue à la suite d'une élection municipale partielle |

### Finances communales

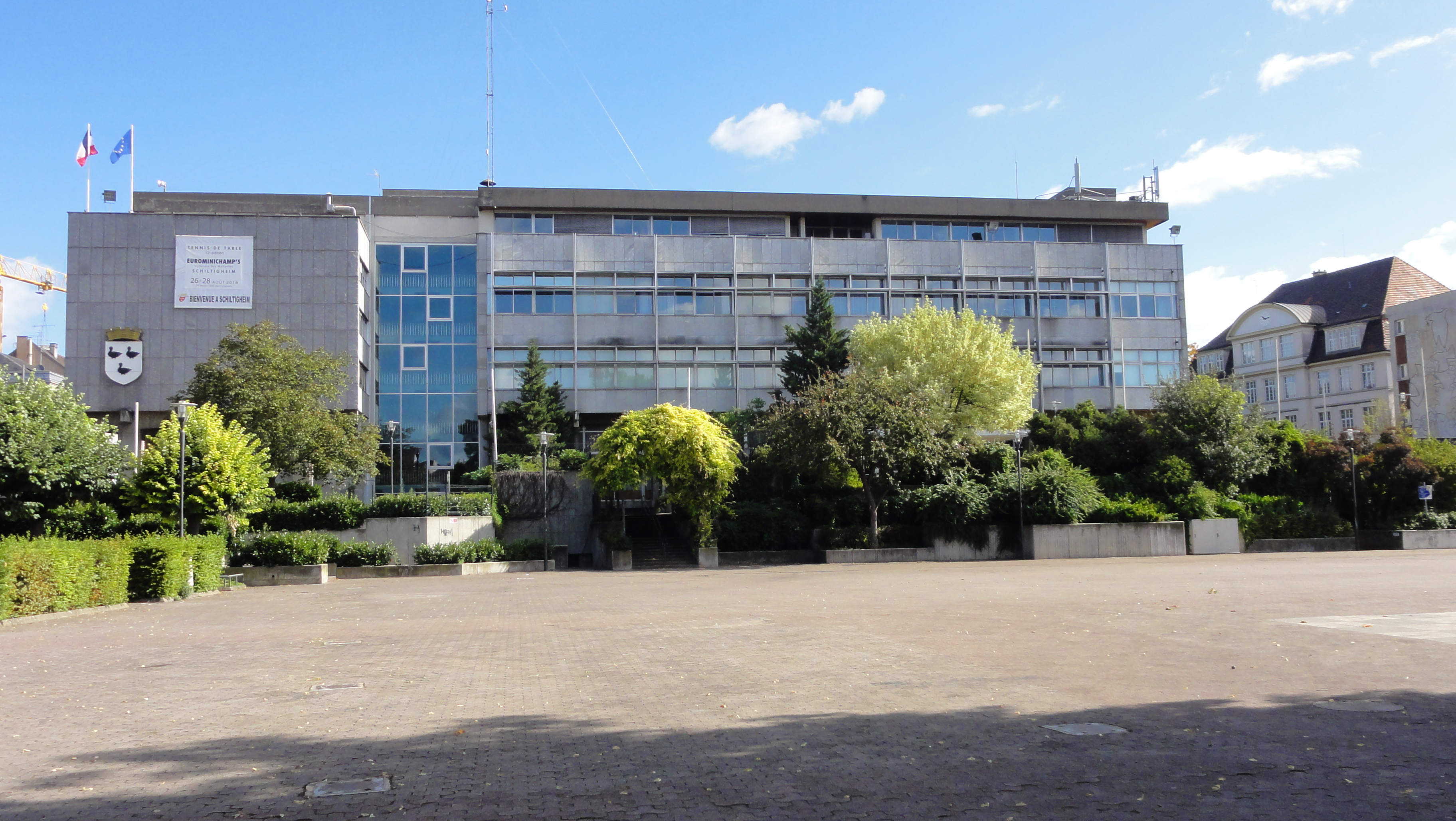
L'hôtel de ville.

En 2021, le budget de la commune était constitué ainsi :
- total des produits de fonctionnement : 33 881 000 €, soit 1 018 € par habitant ;
- total des charges de fonctionnement : 30 716 000 €, soit 923 € par habitant ;
- total des ressources d'investissement : 17 116 000 €, soit 514 € par habitant ;
- total des emplois d'investissement : 15 409 000 €, soit 463 € par habitant ;
- endettement : 21 658 000 €, soit 651 € par habitant.

Avec les taux de fiscalité suivants :
- taxe d'habitation : 19,99 % ;
- taxe foncière sur les propriétés bâties : 29,24 % ;
- taxe foncière sur les propriétés non bâties : 46,70 % ;
- taxe additionnelle à la taxe foncière sur les propriétés non bâties : 0 % ;
- cotisation foncière des entreprises : 0 %.

Chiffres clés Revenus et pauvreté des ménages en 2020 : médiane en 2020 du revenu disponible, par unité de consommation : 19 220 €.

## Équipements et services publics

### Espaces publics
La commune compte plusieurs parcs et jardins publics : la roseraie de Schiltigheim, le parc de la Résistance, le jardin Léo-Delibes, le parc du château entourant la villa Wenger-Valentin, le parc des Oiseaux et le parc de l'Aar.

### Santé
Le centre médico-chirurgical et obstétrical (CMCO) rattaché aux hôpitaux universitaires de Strasbourg est situé au sud de la commune.
Le pôle médical de l'Ill, regroupant les cliniques de l'Ill et du Ried, se trouve juste à la limite avec la commune de Hœnheim au nord-est.

### Justice, sécurité, secours et défense
Schiltigheim dispose d'un commissariat de secteur de la Police nationale ainsi que d'une brigade de police municipale. Le commissariat et le bureau de la police municipale sont tous deux installés à l'hôtel de ville au 110 route de Bischwiller.

### Enseignement
Établissements d'enseignements :
- Écoles maternelles[53] ;
- Écoles élémentaires ;
- Collèges et lycées.

## Population et société

### Démographie

#### Évolution démographique
L'évolution du nombre d'habitants est connue à travers les recensements de la population effectués dans la commune depuis 1793. Pour les communes de plus de 10 000 habitants les recensements ont lieu chaque année à la suite d'une enquête par sondage auprès d'un échantillon d'adresses représentant 8 % de leurs logements, contrairement aux autres communes qui ont un recensement réel tous les cinq ans,.

En 2022, la commune comptait 34 382 habitants, en évolution de +8,08 % par rapport à 2016 (Bas-Rhin : +3,17 %, France hors Mayotte : +2,11 %).
| 1793  | 1800  | 1806  | 1821  | 1831  | 1836  | 1841  | 1846  | 1851  |
| ----- | ----- | ----- | ----- | ----- | ----- | ----- | ----- | ----- |
| 1 622 | 1 645 | 1 587 | 2 133 | 2 627 | 2 794 | 2 778 | 2 998 | 3 349 |

| 1856  | 1861  | 1866  | 1871  | 1875  | 1880  | 1885  | 1890  | 1895  |
| ----- | ----- | ----- | ----- | ----- | ----- | ----- | ----- | ----- |
| 3 441 | 3 770 | 4 265 | 4 849 | 5 653 | 6 507 | 7 140 | 7 758 | 8 609 |

| 1900   | 1905   | 1910   | 1921   | 1926   | 1931   | 1936   | 1946   | 1954   |
| ------ | ------ | ------ | ------ | ------ | ------ | ------ | ------ | ------ |
| 10 745 | 14 310 | 16 761 | 17 804 | 19 226 | 21 217 | 22 074 | 22 397 | 22 798 |

| 1962   | 1968   | 1975   | 1982   | 1990   | 1999   | 2006   | 2011   | 2016   |
| ------ | ------ | ------ | ------ | ------ | ------ | ------ | ------ | ------ |
| 25 081 | 29 198 | 30 144 | 29 574 | 29 155 | 30 841 | 31 239 | 31 633 | 31 811 |

| 2021   | 2022   | - | - | - | - | - | - | - |
| ------ | ------ | - | - | - | - | - | - | - |
| 34 129 | 34 382 | - | - | - | - | - | - | - |

#### Pyramide des âges
La population de la commune est relativement jeune. En 2018, le taux de personnes d'un âge inférieur à 30 ans s'élève à 40,9 %, soit un taux supérieur à la moyenne départementale (35,9 %). À l'inverse, le taux de personnes d'un âge supérieur à 60 ans (19,7 %) est inférieur au taux départemental (24,5 %).
En 2018, la commune comptait 15 828 hommes pour 17 241 femmes, soit un taux de 52,14 % de femmes, supérieur au taux départemental (51,36 %).
Les pyramides des âges de la commune et du département s'établissent comme suit :
| Hommes | Classe d’âge | Femmes |
| ------ | ------------ | ------ |
| 0,6    | 90 ou +      | 1,7    |
| 5,3    | 75-89 ans    | 7,2    |
| 11,3   | 60-74 ans    | 13,1   |
| 18,4   | 45-59 ans    | 17,8   |
| 21,5   | 30-44 ans    | 21,1   |
| 20,8   | 15-29 ans    | 20,4   |
| 21,9   | 0-14 ans     | 18,8   |

| Hommes | Classe d’âge | Femmes |
| ------ | ------------ | ------ |
| 0,6    | 90 ou +      | 1,6    |
| 6,6    | 75-89 ans    | 8,7    |
| 16,2   | 60-74 ans    | 16,7   |
| 20,7   | 45-59 ans    | 20     |
| 19     | 30-44 ans    | 18,8   |
| 19,5   | 15-29 ans    | 18,5   |
| 17,5   | 0-14 ans     | 15,7   |

## Économie
La société des Usines Quiri et Cie, un fabricant de machines frigorifiques et dérivées à usage en particulier des brasseries, y est installée depuis 1876.
À l'ouest de la commune, l'Espace européen de l'entreprise (EEE) est une zone d'activité de 96 hectares, créée en 1994, qui accueille, entre autres, le show-room européen de Steelcase leader mondial en matière de fabrication et d'aménagement de bureau, le siège régional de Suez Environnement et une agence commerciale Siemens. Orange (anciennement France Télécom) y dispose également de plusieurs plateformes d'appel et y a installé le siège de sa direction Est en juillet 2015. En 2015, l'Espace européen de l'entreprise compte près de 500 entreprises et regroupe environ 9 000 emplois.
L'entreprise Caddie était installée à Schiltigheim de 1928 à 2012, date de son transfert à Drusenheim.
Le réacteur universitaire de Strasbourg, exploité par le CNRS de 1967 à 1997, était situé sur le territoire de la commune. Il est maintenant démantelé.

### Cité des Brasseurs

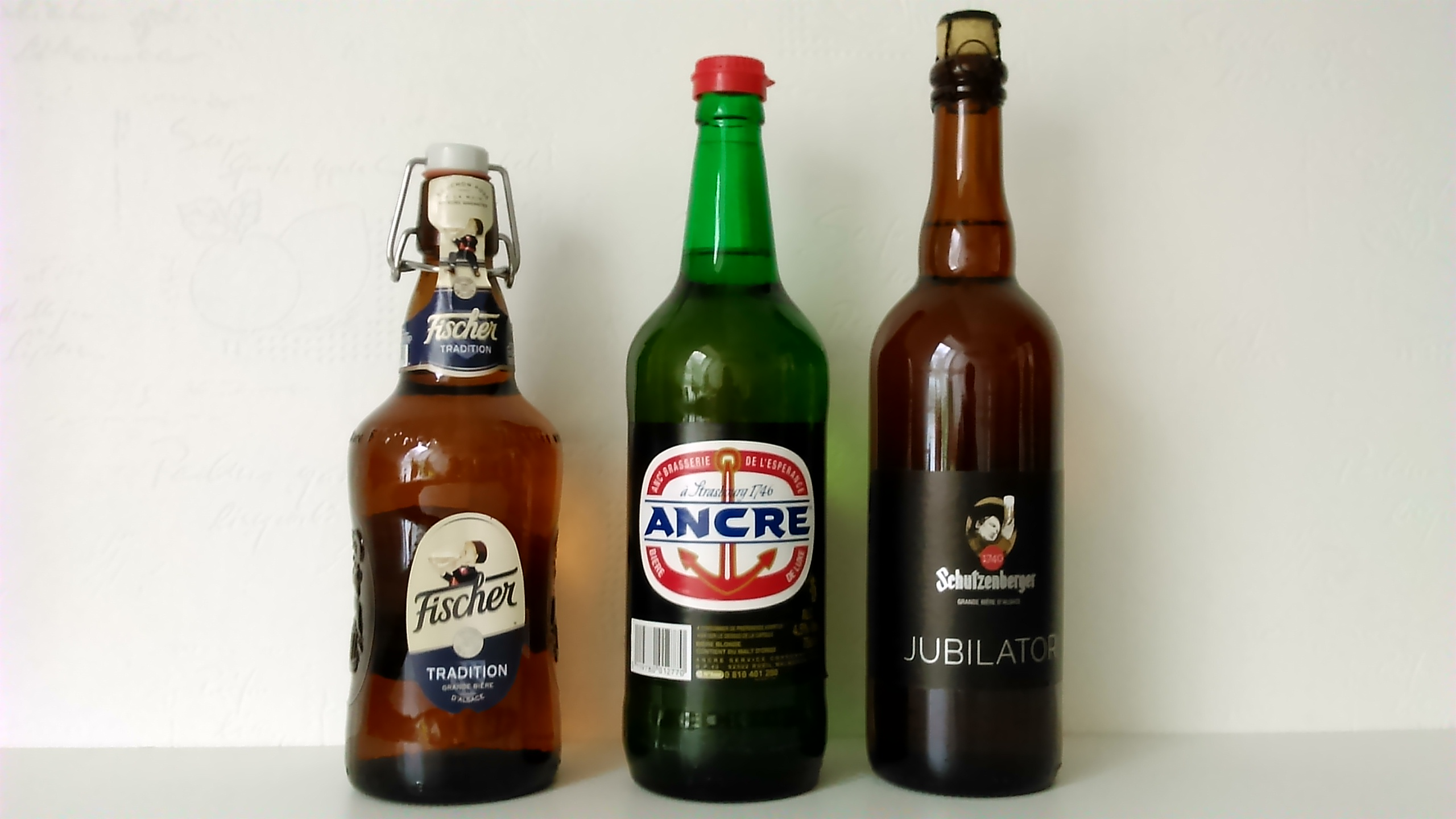
Quelques bières de Schiltigheim : Fischer Tradition, Ancre et Schutzenberger Jubilator.

Schiltigheim était surnommée la cité des Brasseurs en raison du nombre de brasseries qui s'y sont implantées. L’activité brassicole a cependant périclité. Le brasseur néerlandais Heineken a racheté trois grandes brasseries schilickoises pour les fermer.
- Adelshoffen : fondée en 1864 à l'emplacement de l'ancien village d'Adelshoffen, elle est rachetée par la brasserie Fischer en 1922 puis est intégrée au groupe Heineken en 1996 à la suite du rachat de la brasserie Fischer par celui-ci. La brasserie Adelshoffen ferme définitivement le 31 août 2000. Aujourd'hui, les bâtiments ont presque tous été démolis et le site transformé en écoquartier[64]. Seule l'ancienne villa a été conservée, elle accueille désormais la brasserie artisanale Storig.
- L'Espérance, groupe Heineken : fondée en 1746 à Strasbourg, elle s'installe à Schiltigheim en 1862. Elle brasse la bière Ancre. Elle est rachetée par le groupe Heineken en 1972. Les bières Adelscott et Fischer y sont désormais également brassées. Le 15 novembre 2022, Heineken annonce la fermeture de la brasserie dans les trois ans.
- Fischer ou brasserie du Pêcheur : fondée à Strasbourg en 1821, elle fait creuser des caves à Schiltigheim en 1854 et s'y installe en 1884. Elle est rachetée par le groupe Heineken en 1996 et définitivement fermée fin 2009. Un premier projet de reconversion du site est présenté en septembre 2015, une nouvelle version du projet est dévoilée en juin 2018. La réhabilitation comportera la construction de logements, de commerces, d'une école et d'un multiplexe cinématographique. Cinq bâtiments, dont l'ancienne malterie visible de loin et considérée comme l'un des symboles de la commune, et la cheminée seront préservés[65],[66]. Les travaux débutent à l'automne 2018 pour une livraison étalée entre 2021 et 2024[67].
- Michel Debus - Storig : brasserie artisanale fondée en 1996 et dirigée par Michel Debus, ancien président des brasseries Fischer et Adelshoffen. Depuis 2016, elle est installée dans la villa Weber, dernier vestige de l'ancienne brasserie Adelshoffen[68]. Elle comporte également un restaurant « Bierstub »[69],[70],[71].
- Perle : fondée à Schiltigheim en 1882, elle est fermée en 1971 et démolie dans les années 1980. Elle renait en 2009 sous la forme d'une brasserie artisanale[72] et s'installe à Strasbourg en 2015.
- Schützenberger, brasserie de la Patrie : fondée en 1740 à Strasbourg, elle possède des caves à Schiltigheim dès 1844 et s'y installe définitivement entre 1864 et 1866. Elle ferme ses portes en juin 2006 après avoir été mise en liquidation judiciaire. La marque réapparaît en 2013, les bières sont brassées à façon par la brasserie de Saverne mais Schützenberger souhaite réhabiliter le site, classé monument historique[73], et reprendre la production à Schiltigheim[74]. Cependant le décès de l'héritière de la marque en octobre 2016 rend incertain l'avenir du site.

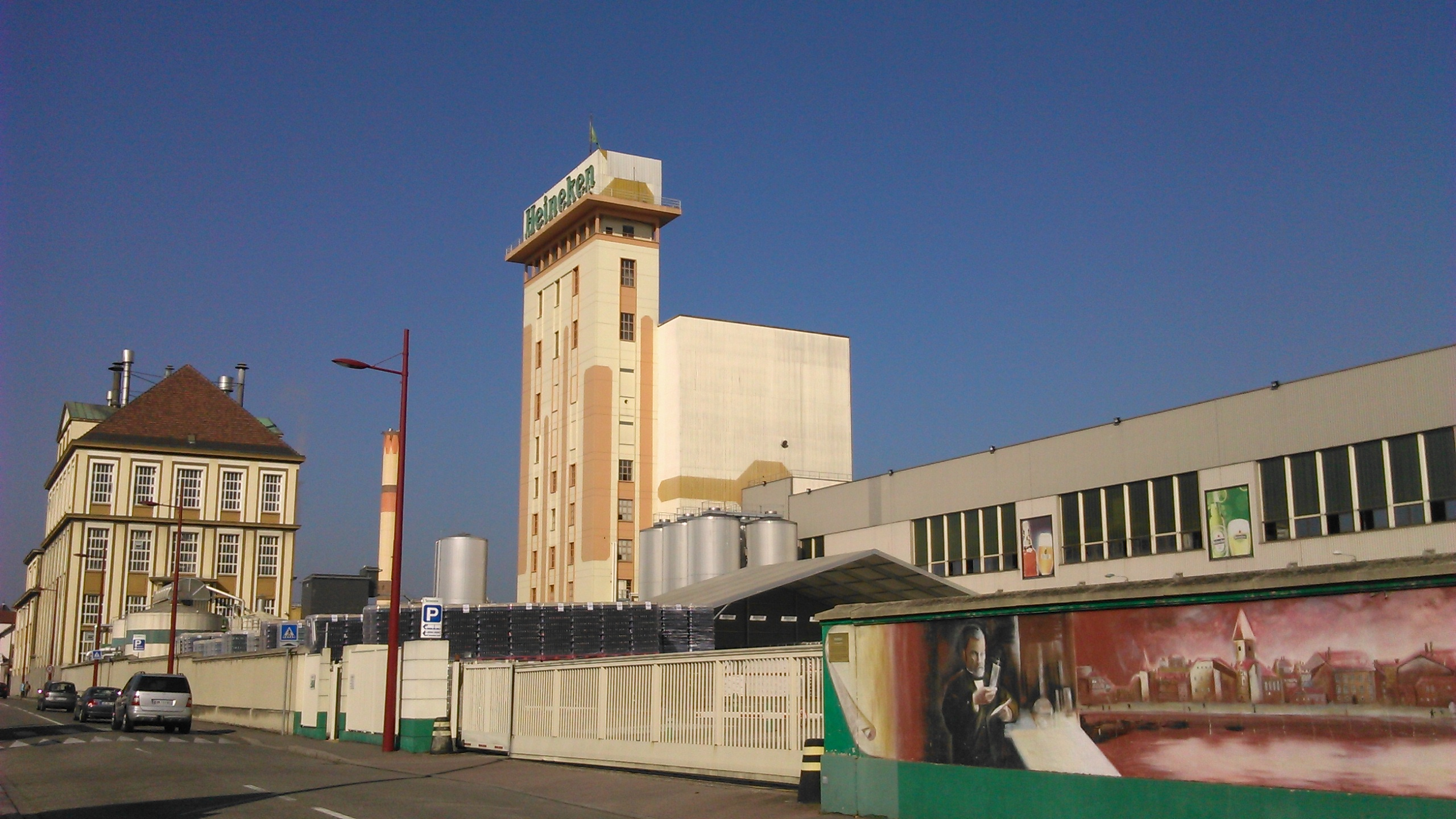
La brasserie de l'Espérance, Heineken.
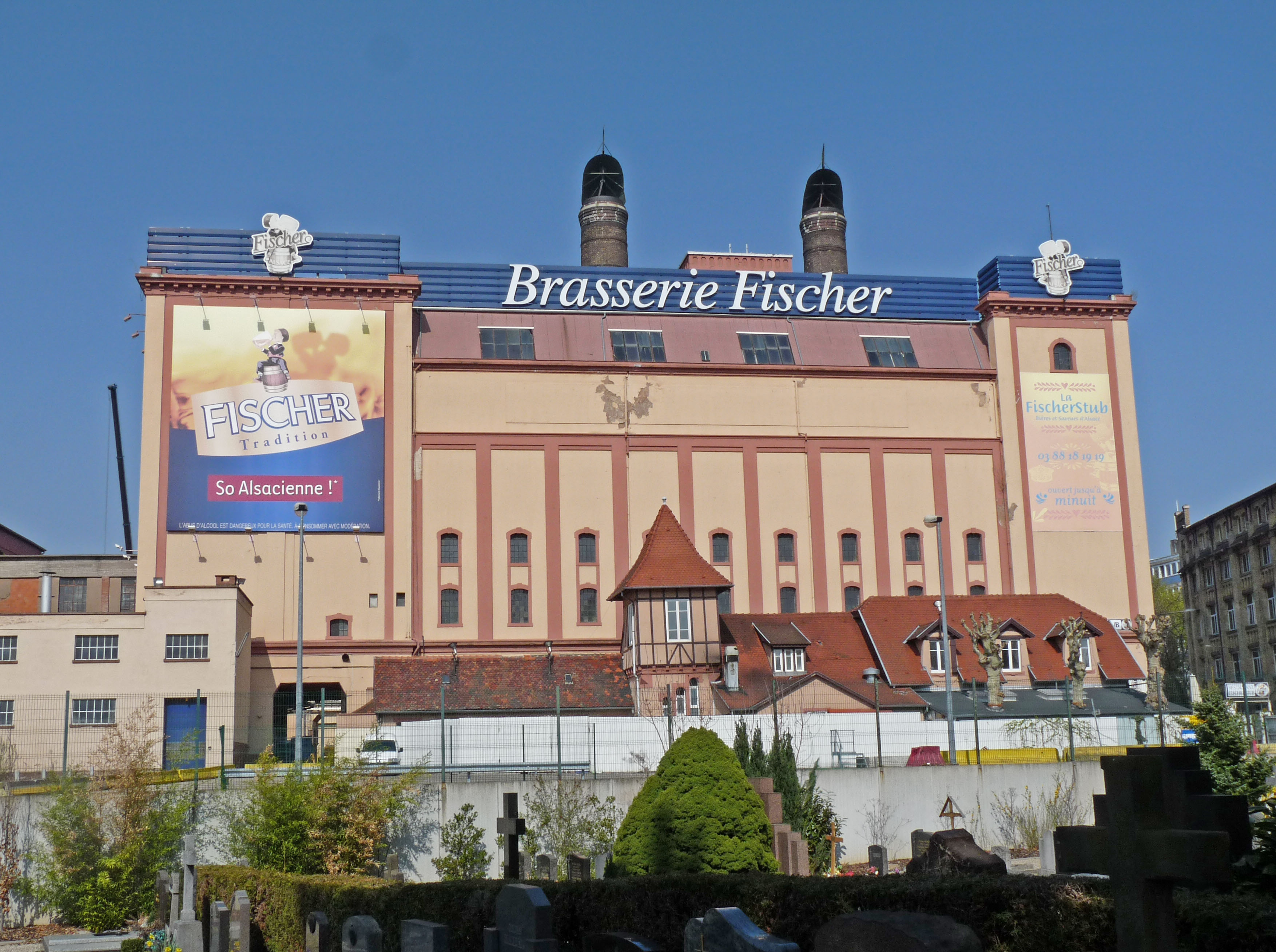
L'ancienne brasserie Fischer à l'entrée de la ville.
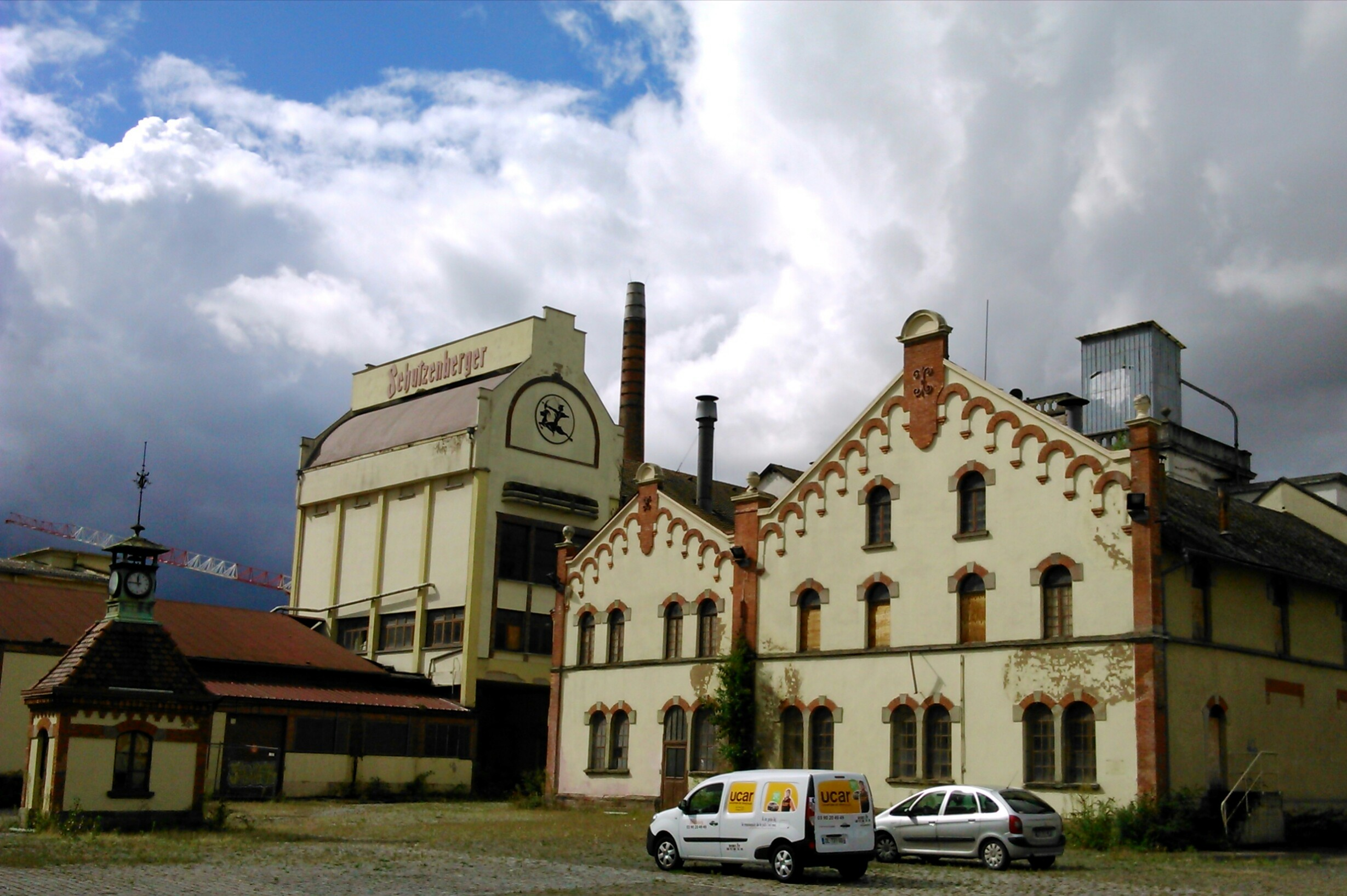
La brasserie de la Patrie, Schützenberger.

## Culture locale et patrimoine

### Lieux et monuments

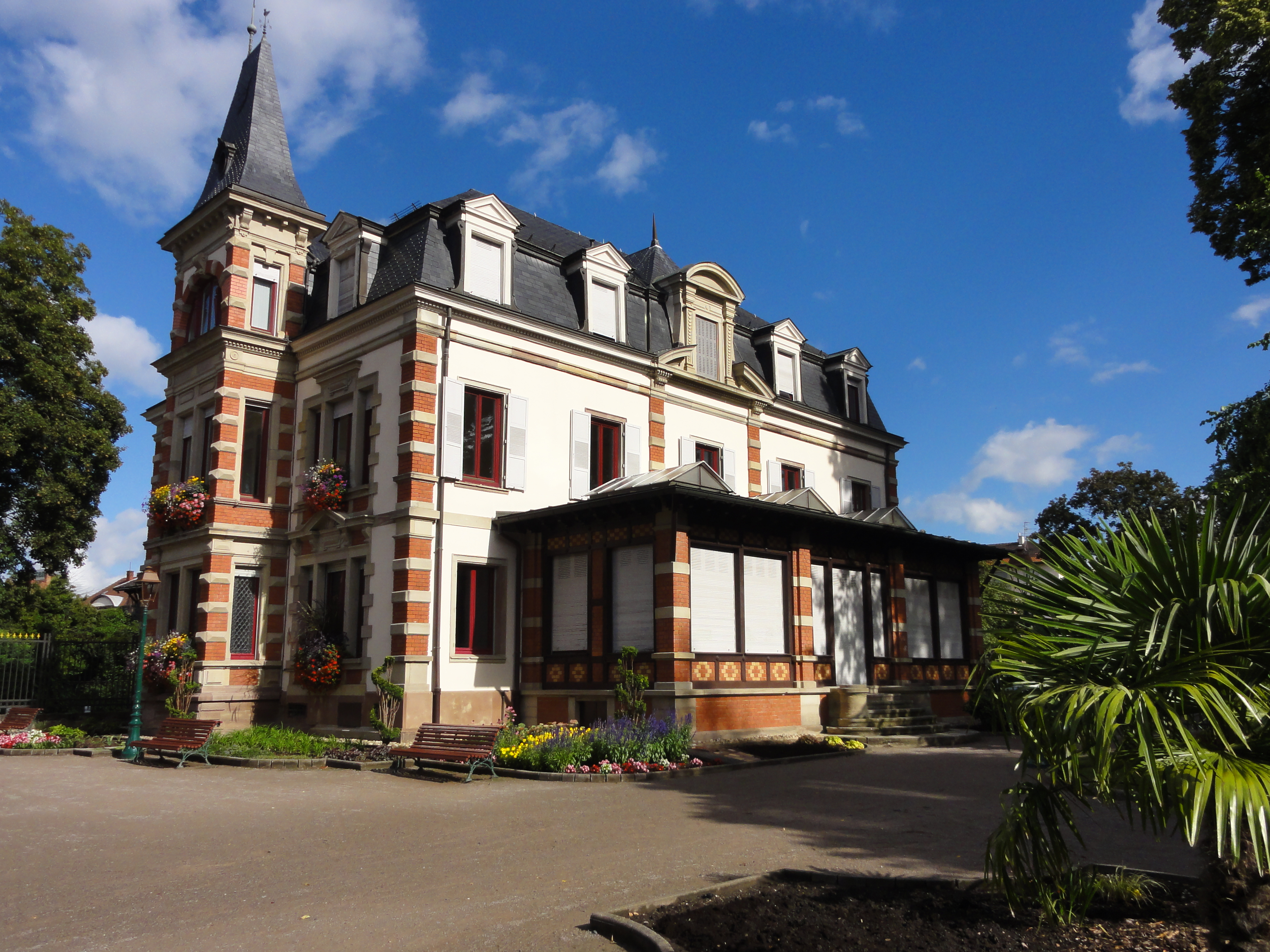
Villa Wenger-Valentin.
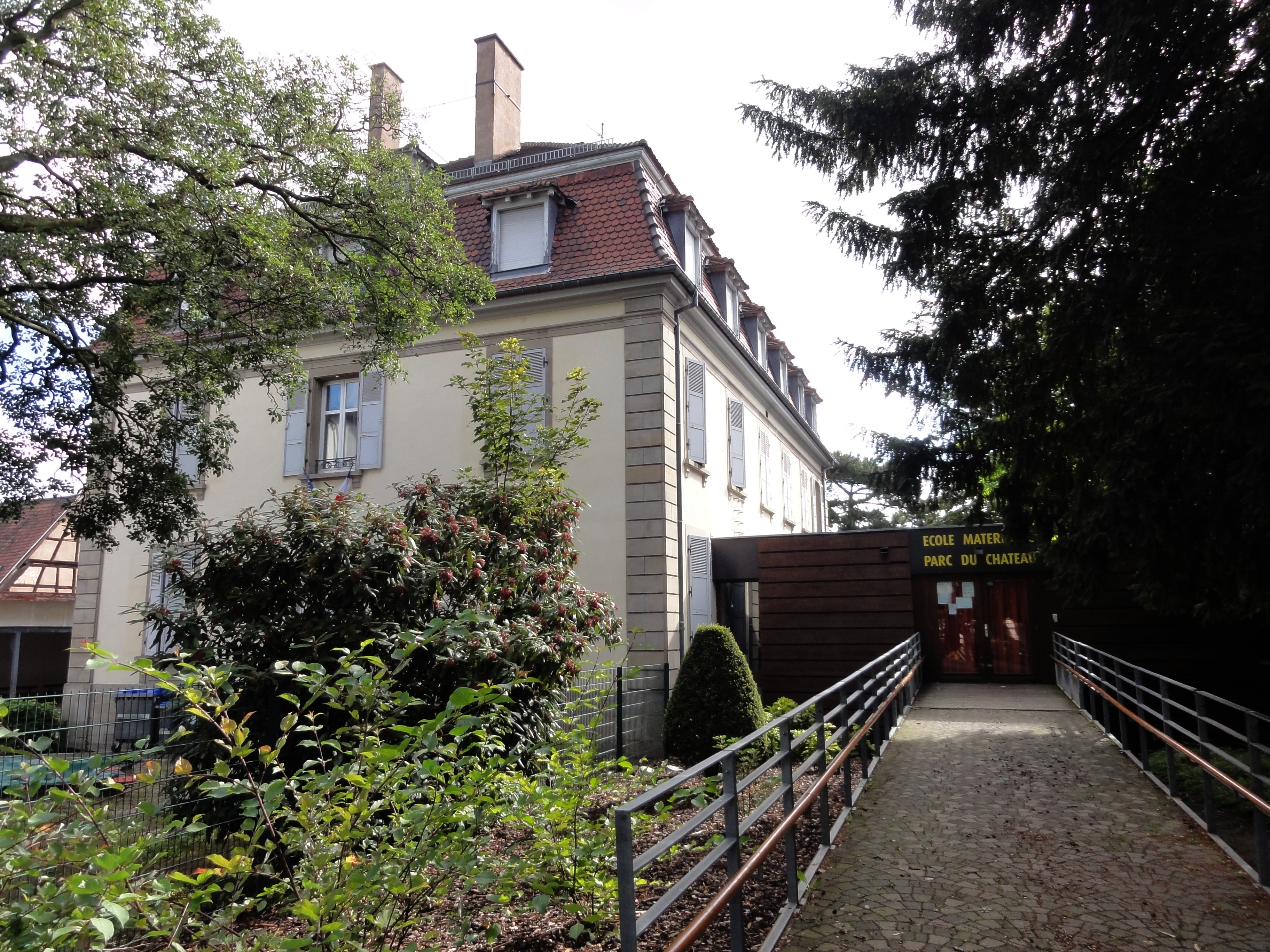
Ancienne villa Hatt-Mieg (XIXe siècle), aujourd'hui école maternelle "Parc du Château".
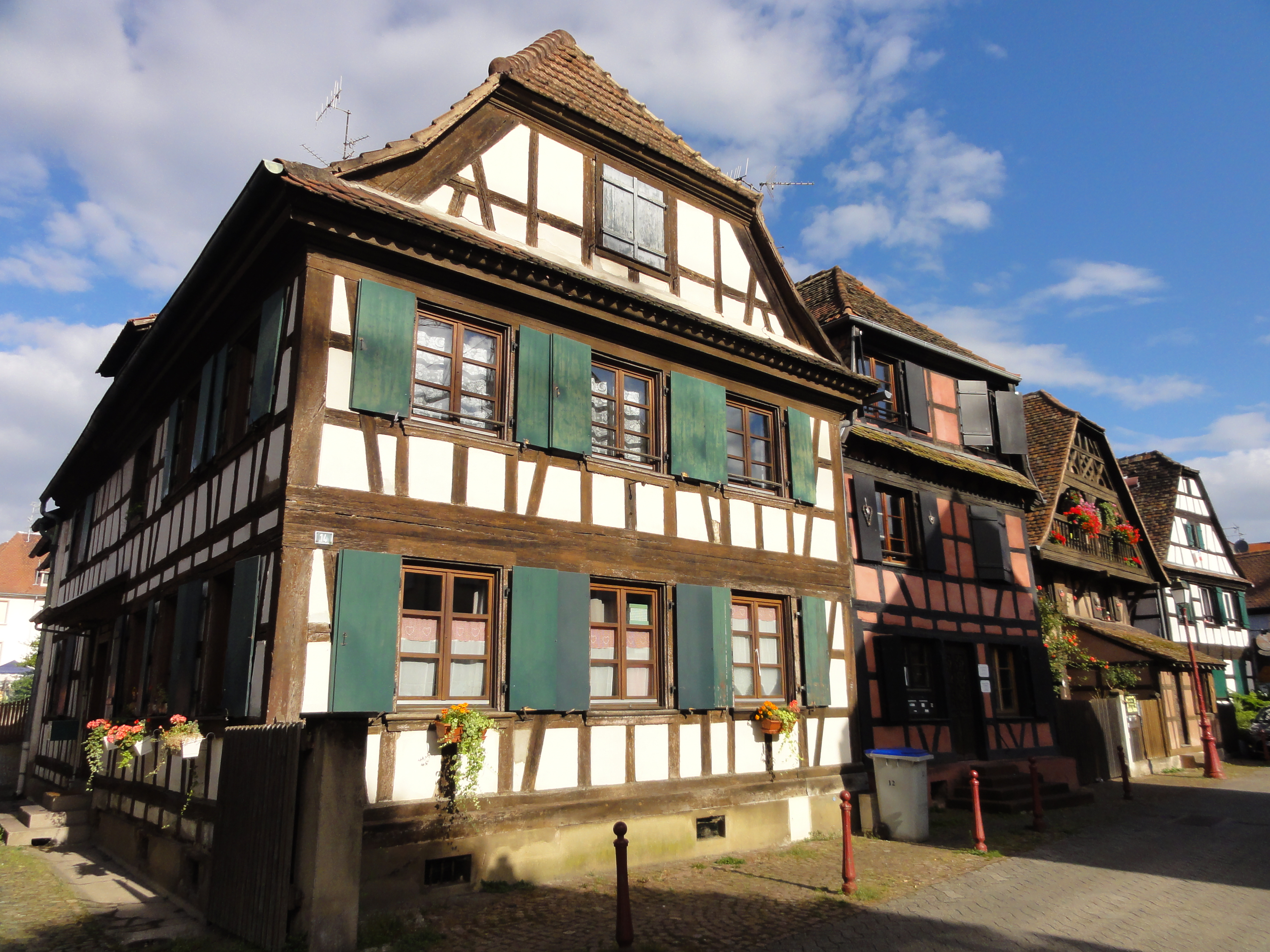
Maisons à colombages, rue Principale.
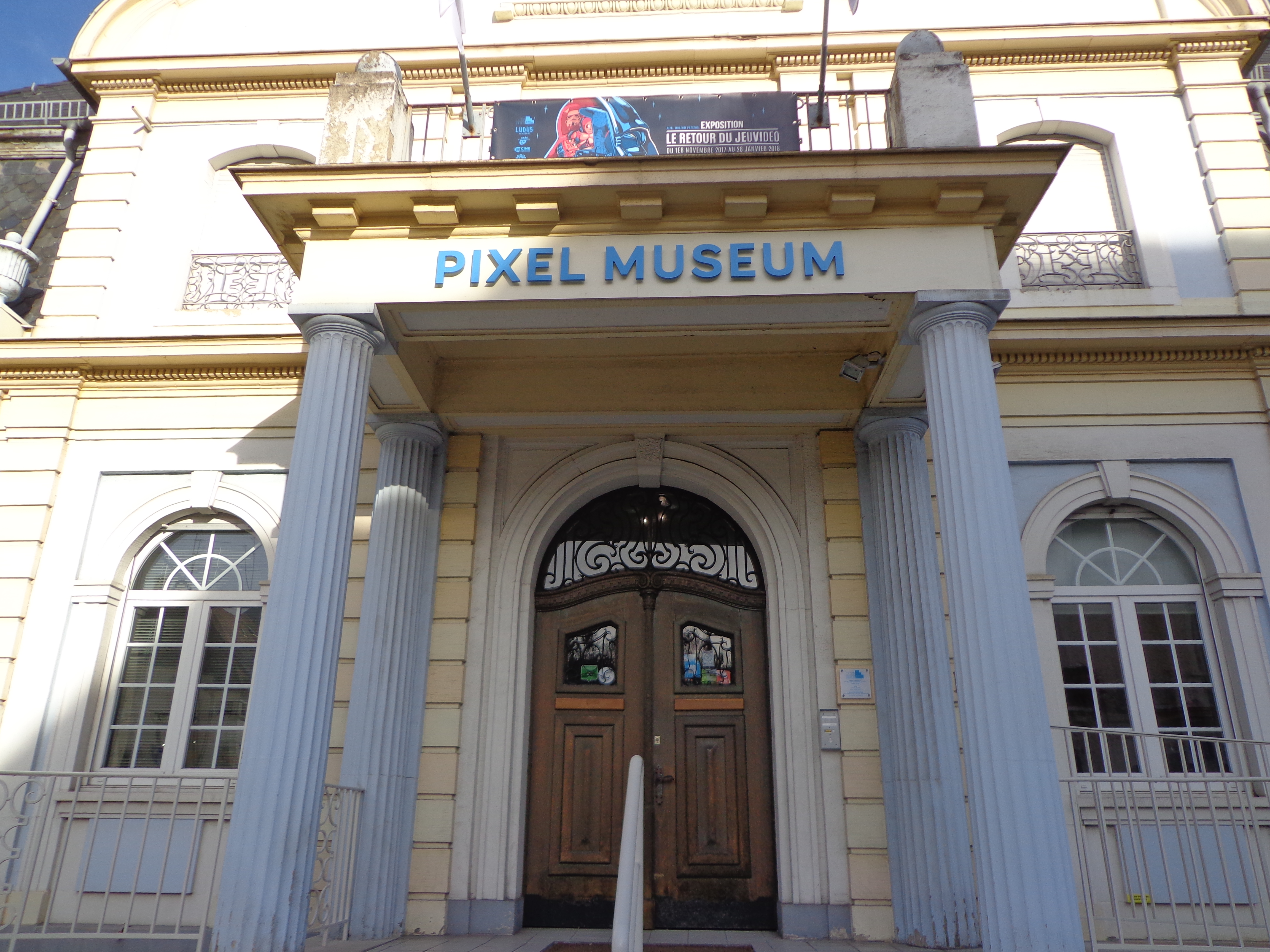
Pixel Museum.
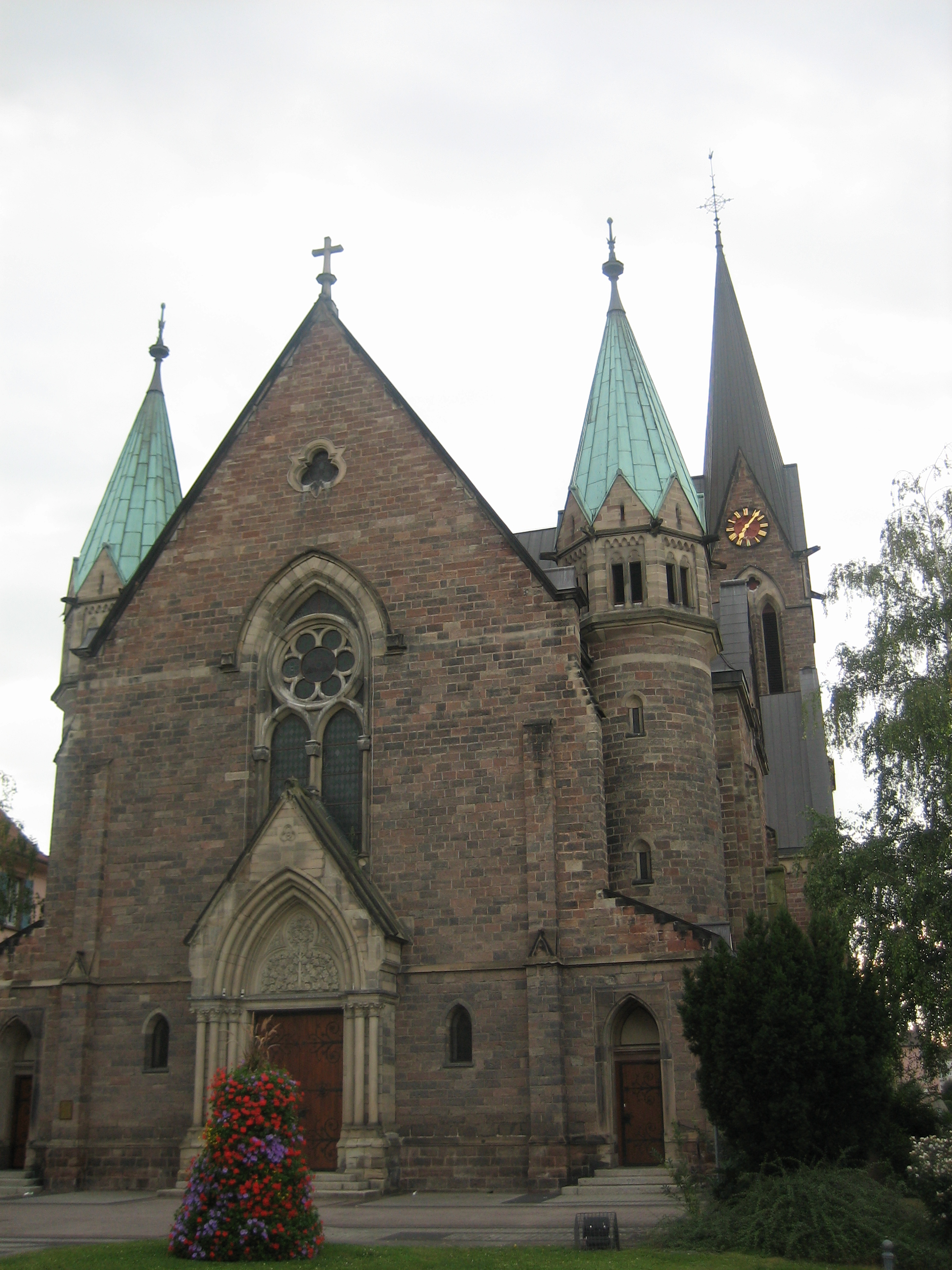
Église catholique Sainte-Famille.
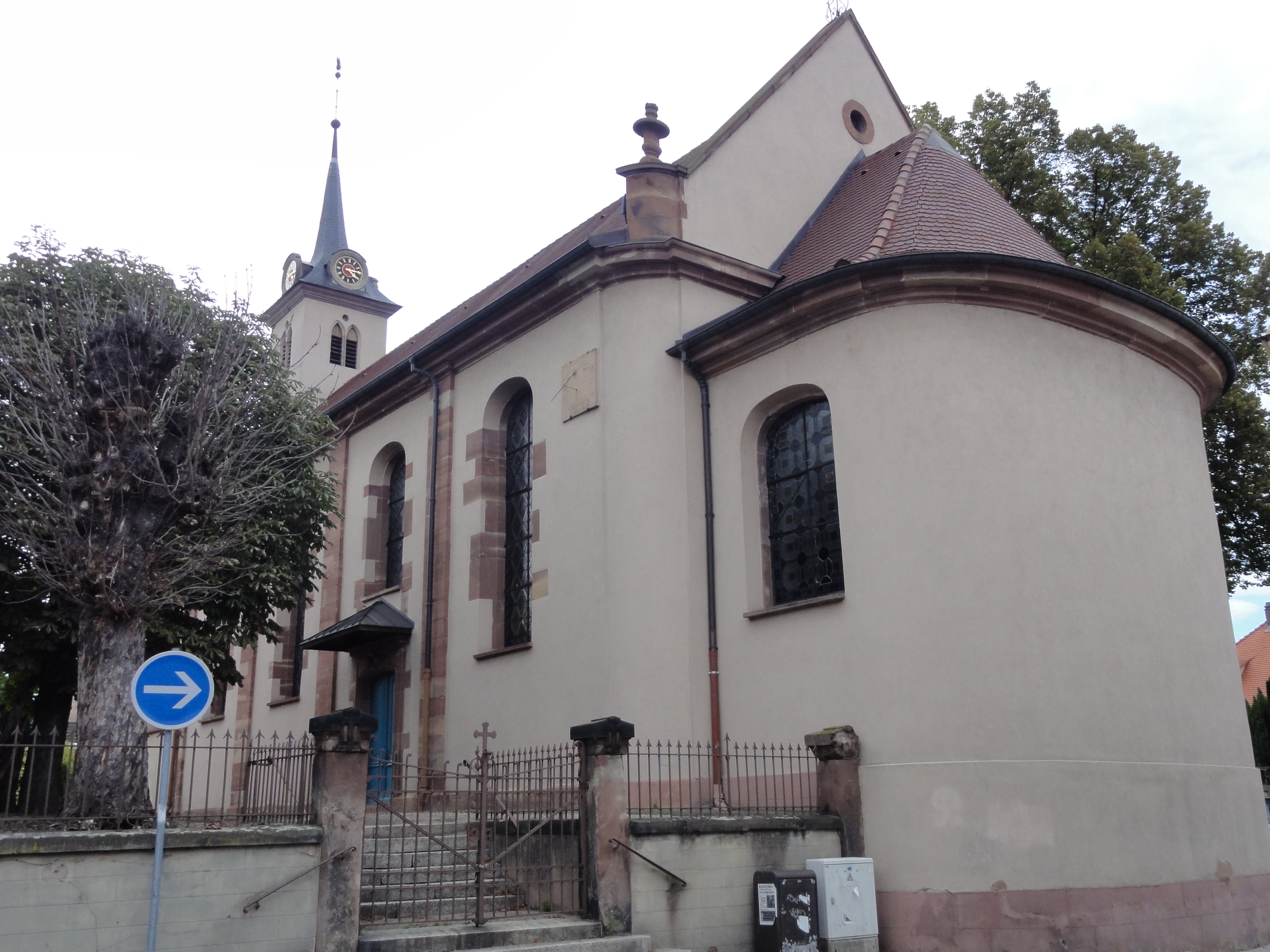
Église protestante (1765).

- Villa Wenger-Valentin, ancienne propriété d'une famille de banquiers, construite à l'emplacement du château détruit en 1676[75] ;
- Vieux lavoir, au bord de l'Aar[76] ;
- Le centre nautique de Schiltigheim, construit dans les années 1970 et doté d'un bassin et d'une fosse à plongeon olympiques, qui a accueilli les championnats d'Europe de natation 1987 et les championnats de France de natation 2011[77] ;
- Une vingtaine de maisons de style Art nouveau ont été édifiées au début du XXe siècle ;
- « Pixel Museum », musée du jeu vidéo, ouvert en février 2017[78], il ferme en juin 2020 pour des raisons économiques ;
- Les halles du Scilt, marché couvert installé dans un bâtiment — utilisé comme distillerie puis comme chambre froide par la coopérative des bouchers — de la rue Principale construit en 1685. « Scilt » est l'abréviation de « Sciltung » du nom du premier habitant de la commune[79].

#### Patrimoine religieux
- Église de la Sainte-Famille (catholique), construite à la fin du XIXe[80],[81],

L'orgue de la Sainte-Famille,
les cloches ;
- Église Notre-Dame-de-l'Immaculée-Conception, construite en 1955 et affectée au culte catholique[84],

Orgue de Max et André Roethinger, 1960 ;
- Église protestante, construite sur les fondations d'une chapelle médiévale, avec orgues et cadran solaire du XIXe[86],[87],

Orgue de l'église protestante, rue Principale,
Cloche Edel Mathieu (fondeur de cloches),
Cadran solaire ;
- Église de la Trinité, construite entre 1953 et 1955 et affectée au culte protestant[91],[92],

Orgue de Ernest Muhleisen, 1956 ;
- Couvent Saint-Charles, cet ancien couvent situé dans la rue du même nom, en face de la brasserie de l'Espérance, abrite aujourd'hui une maison de retraite[94].
- Monument aux morts[95] : Conflits commémorés : Guerres 1914-1918 - 1939-1945.
- Monument aux Morts et la Stèle de la Résistance[96].

### Personnalités liées à la commune
- Alphonse Adam, résistant français et membre du Front de la jeunesse alsacienne né le 9 décembre 1918 à Schiltigheim.
- Élisabeth Behr-Sigel, théologienne orthodoxe née le 21 juillet 1907 à Schiltigheim.
- Édith Bernardin, bibliothécaire et historienne décédée le 15 août 1994 à Schiltigheim.
- Andrée Buchmann, femme politique, conseillère régionale de 2004 à 2015 et conseillère municipale de Schiltigheim.
- Alfred Daul, serrurier, conseiller municipal puis député du Bas-Rhin mort le 15 septembre 1973 à Schiltigheim.
- Fernand Frantz, pasteur et aumônier militaire, né à Schiltigheim en 1921.
- Marc Freund-Valade, préfet, né à Schiltigheim en 1899.
- Pierre-Hugues Herbert, tennisman vainqueur de quatre grands chelems (l'US Open en 2015, Wimbledon en 2016, Roland Garros en 2018 et l'Open d'Australie en 2019) né le 18 mars 1991 à Schiltigheim.
- Louis Jacobi, médecin et maire de Schiltigheim en 1870 né en 1797 et décédé le 9 mai 1871 dans la même ville.
- Wilfrid Kilian, géologue né le 15 juin 1862 à Schiltigheim.
- Benjamin Latt (né le 9 février 1987), champion du Monde de canne de combat, champion d'Europe et multiple champion de France résidant et s'entraînant à Schiltigheim.
- Madeleine Loux, postière et résistante alsacienne, y est morte.
- Alfred Muller, maire de Schiltigheim de 1977 à 2008 et fondateur du Mouvement démocratie alsacienne décédé le 13 novembre 2020 dans la même ville.
- Gaston Paqueau, peintre français, né le 12 août 1860 à Schiltigheim.
- Antonia de Rendinger, comédienne et humoriste née le 26 décembre 1974 à Schiltigheim.
- Yvon Riemer, lutteur, sociétaire de l'Olympia Schiltigheim, champion du monde de lutte gréco-romaine en 1995.
- Georges Ritter, député et maire de Schiltigheim de 1947 à 1971.
- Ood Serrière, dessinatrice de bande dessinée née le 26 septembre 1981 à Schiltigheim.
- Bruno Spengler, coureur automobile né le 23 août 1983 à Schiltigheim.
- Christian Ernst Stahl, botaniste né le 21 juin 1848 à Schiltigheim.
- Émile Stahl, peintre né le 20 février 1847 à Schiltigheim et mort le  dans la même ville.
- Thomas Voeckler, coureur cycliste né le 22 juin 1979 à Schiltigheim.
- Jean Weissenbach, biologiste et directeur de recherche au CNRS devenu citoyen d'honneur de la ville de Schiltigheim en avril 2010.

### Héraldique
| Blason de Schiltigheim | Blason  | D'argent aux trois merlettes de sable mornées. |
| Blason de Schiltigheim | Détails | Le blason de Schiltigheim lui a été attribué par Louis XIV en 1698. En héraldique, les merlettes sont représentées sans bec ni pattes. Louis XIV aurait ainsi voulu « couper le bec et les pattes » aux habitants du village qu'il jugeait trop moqueurs. Une autre hypothèse prétend que la forme du territoire de la commune, évoquant un canard, serait à l'origine de son blason. |